# Виет, Франсуа
Франсуа́ Вие́т, сеньор де ля Биготьер (фр. François Viète, seigneur de la Bigotière; 1540 — 23 февраля 1603) — французский математик, основоположник символической алгебры. Свои труды подписывал латинизированным именем «Франциск Виета» (Franciscus Vieta), поэтому иногда его называют «Виета». По образованию и основной профессии — юрист.

## Биография
Родился в 1540 году в Фонтене-ле-Конт, во французской провинции Пуату. Отец Франсуа — прокурор. Учился сначала в местном францисканском монастыре, а затем — в университете Пуатье (как и его родственник, Барнабе Бриссон), где получил степень бакалавра (1560). С 19 лет занимался адвокатской практикой в родном городе. В 1567 году перешёл на государственную службу.
Около 1570 года подготовил «Математический Канон» — капитальный труд по тригонометрии, который издал в Париже в 1579 году. В 1571 году переехал в Париж, увлечение его математикой и известность Виета среди учёных Европы продолжали расти.
Благодаря связям матери и браку своей ученицы с принцем де Роганом, Виет сделал блестящую карьеру и стал советником сначала короля Генриха III, а после его убийства — Генриха IV. По поручению Генриха IV Виет сумел расшифровать переписку испанских агентов во Франции, за что был даже обвинён испанским королём Филиппом II в использовании чёрной магии.
Когда в результате придворных интриг Виет был на несколько лет отстранён от дел (1584—1588), он полностью посвятил себя математике. Изучил труды классиков (Кардано, Бомбелли, Стевина и др.). Итогом его размышлений стали несколько трудов, в которых Виет предложил новый язык «общей арифметики» — символический язык алгебры.
При жизни Виета была издана только часть его трудов. Главное своё сочинение — «Введение в аналитическое искусство» (1591) — он рассматривал как начало всеобъемлющего трактата, но продолжить не успел.
Сборник трудов Виета был издан посмертно (1646, Лейден) голландским математиком Ф. ван Схотеном.

## Научная деятельность
Виет чётко представлял себе конечную цель — разработку нового языка, своего рода обобщённой арифметики, которая дала бы возможность проводить математические исследования с недостижимыми ранее глубиной и общностью:

Все математики знали, что под их алгеброй… были скрыты несравненные сокровища, но не умели их найти; задачи, которые они считали наиболее трудными, совершенно легко решаются десятками с помощью нашего искусства, представляющего поэтому самый верный путь для математических изысканий.

Виет всюду делит изложение на две части: общие законы и их конкретно-числовые реализации. То есть, он сначала решает задачи в общем виде, и только потом приводит числовые примеры. В общей части он обозначает буквами не только неизвестные, что уже встречалось ранее, но и все прочие параметры, для которых он придумал термин «коэффициенты» (буквально: содействующие). Виет использовал для этого только заглавные буквы — гласные для неизвестных, согласные для коэффициентов.
Виет свободно применяет разнообразные алгебраические преобразования — например, замену переменных или смену знака выражения при переносе его в другую часть уравнения. Это стоит отметить, принимая во внимание тогдашнее подозрительное отношение к отрицательным числам. Из знаков операций Виет использовал три: плюс, минус и черту дроби для деления; умножение обозначалось предлогом in. Вместо скобок он, как и другие математики XVI века, надчёркивал сверху выделяемое выражение. Показатели степени у Виета ещё записываются словесно.
Новая система позволила просто, ясно и компактно описать общие законы арифметики и алгоритмы. Символика Виета была сразу же оценена учёными разных стран, которые приступили к её совершенствованию. Среди непосредственных продолжателей дела создания символической алгебры можно назвать Хэрриота, Жирара и Отреда, практически современный вид алгебраический язык получил в XVII веке у Декарта.
Другие научные заслуги Виета:
- Знаменитые «формулы Виета» для коэффициентов многочлена как функций его корней.
- Новый тригонометрический метод решения неприводимого кубического уравнения. Виет применил его для решения древней задачи трисекции угла, которую свёл к кубическому уравнению.
- Первый пример бесконечного произведения, формула Виета для приближения числа π:

{\displaystyle {\frac {2}{\pi }}={\sqrt {\frac {1}{2}}}{\sqrt {{\frac {1}{2}}+{\frac {1}{2}}{\sqrt {\frac {1}{2}}}}}{\sqrt {{\frac {1}{2}}+{\frac {1}{2}}{\sqrt {{\frac {1}{2}}+{\frac {1}{2}}{\sqrt {\frac {1}{2}}}}}}}\cdots }
- Полное аналитическое изложение теории уравнений первых четырёх степеней.
- Идея применения трансцендентных функций к решению алгебраических уравнений.
- Оригинальный метод приближённого решения алгебраических уравнений.
- Решение задачи Аполлония о построении круга, касающегося трёх данных объектов, каждый из которых является окружностью, прямой или точкой, в сочинении Apollonius Gallus (1600).

## Память
В честь Франсуа Виета в 1935 г. назван кратер на видимой стороне Луны.

## Труды

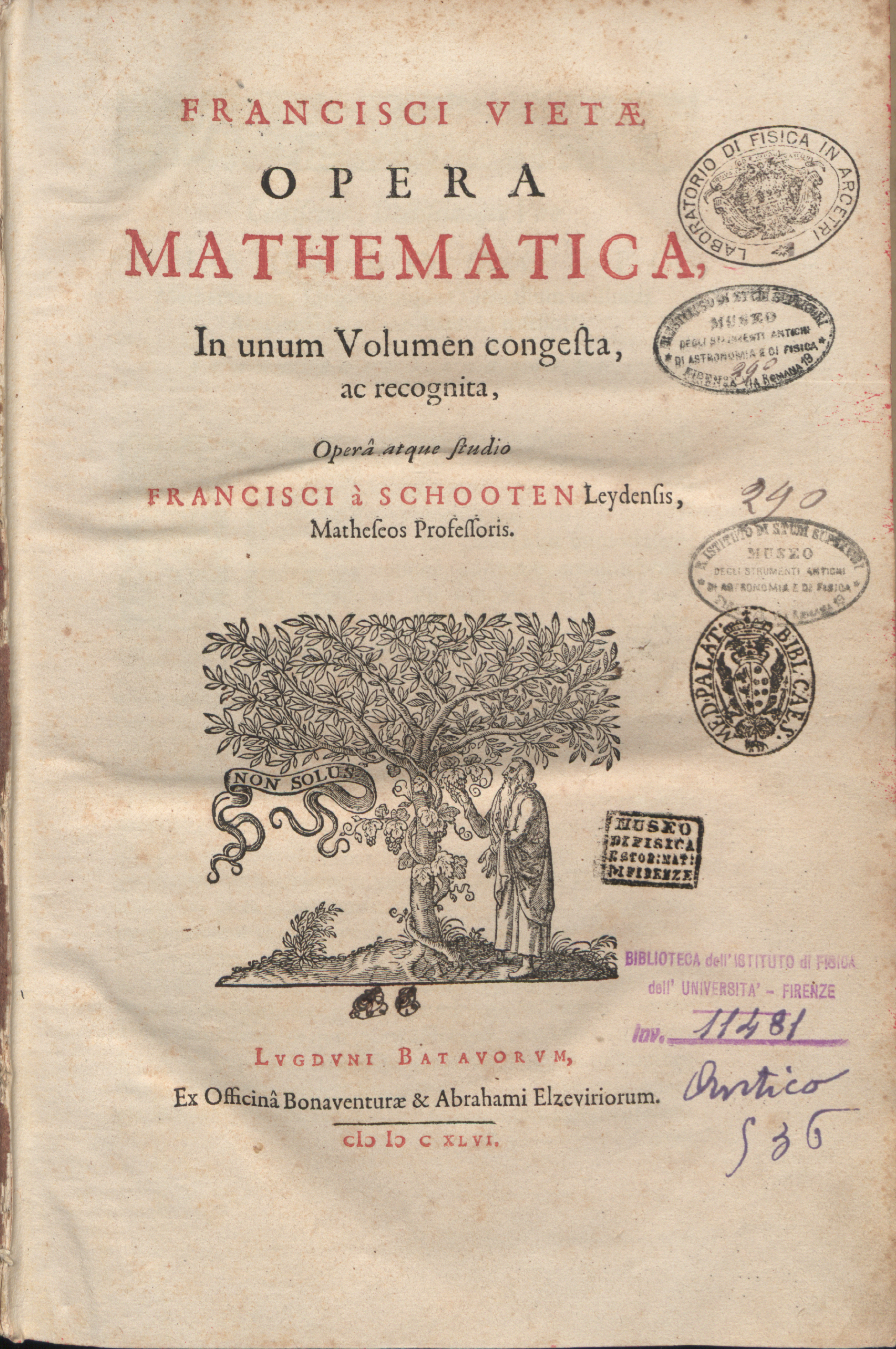
Посмертное издание трудов Виета (1646)

- (1571) Francisci Vietœi universalium inspectionum ad canonem mathematicum liber singularis. Содержательный справочник по тригонометрии, в отличие от многих предшественников использует в таблицах десятичные, а не шестидесятиричные, числа. Издан за счёт автора.
- (1579) Canonem mathematicum. Liber singularis.
- (1591) Isagoge in artem analyticem isagoge. Tours, Mettayer.
- Zeteticorum libri quinque. Tours, Mettayer, folio 24. Решение проблем диофантовой теории чисел.
- Effectionum geometricarum canonica recensio. Sd, fol 7. Undated.
- (1593) Vietae Supplementum geometriae. Tours Francisci, 21 fol.
- (1593) Variorum de rebus responsorum mathematics liber VIII. Tours, Mettayer, 1593, 49 fol
- (1594) Munimen adversus nova cyclometrica. Paris, Mettayer, in 4, 8 fol.
- (1595) Ad mathematics problema quod omnibus totius orbis construendum proposuit Adrianus Romanus, Vietae responsum Francisci. Paris, Mettayer, in 4, 16 fol.
- (1600) Numbers potestatum ad exegesim resolutioner. Paris, Le Clerc, 36 fol;.
- (1600) Apollonius Gallus. Paris, Le Clerc, in 4, 13 fol.
- (1602) Fontenaeensis libellorum supplicum Regia magistri in relatio Kalendarii Gregorian vere ad ecclesiasticos doctores exhibits Pontifici Maximi Clementi VIII. Anno Christi I600 jubilaeo. Paris, Mettayer, in 4, fol 40.
- Francisci and Vietae adversus Christophorum Clavium expostulatio. Paris, Mettayer, in 4, 8 p. Полемика с Клавиусом
- (1646) Francisci Vieta. Opera mathematica, in unum volumen congesta, ac recognita, opera atque studio Francisci Schooten, Leiden — посмертное издание трудов и писем Виета (Франс Ван Схотен),

### Русские переводы
- Франсуа Виет. Введение в аналитическое искусство // Историко-математические исследования. — М.: Янус-К, 2014. — № 50 (15). — С. 315—341.